# 布鲁塞尔司法宫
布鲁塞尔司法宫（荷兰文：Justitiepaleisⓘ, 法文：Palais de Justice）是比利时最重要的法院建筑，也是布鲁塞尔的知名地标。它建于1866年－1883年，属折衷主义风格，建筑师是约瑟夫·波拉尔。建筑、地皮以及装潢的总造价约合4千5百万比利时法郎。它是19世纪所建的最大的建筑。